# Phyllonorycter brunnea
Phyllonorycter brunnea là một loài bướm đêm thuộc họ Gracillariidae. Nó được tìm thấy ở Rhodes.
Chiều dài cánh trước là about 3.1 mm.
Ấu trùng ăn Ulmus species, có thể Ulmus glabra. Chúng ăn lá nơi chúng làm tổ. The mine is made on the underside of the leaf between two veins và running alongside the midrib. Pupation takes place in a cocoon.